# Príslop
Príslop (in ungherese Kispereszlő) è un comune della Slovacchia facente parte del distretto di Snina, nella regione di Prešov.